# Tåspetsdans

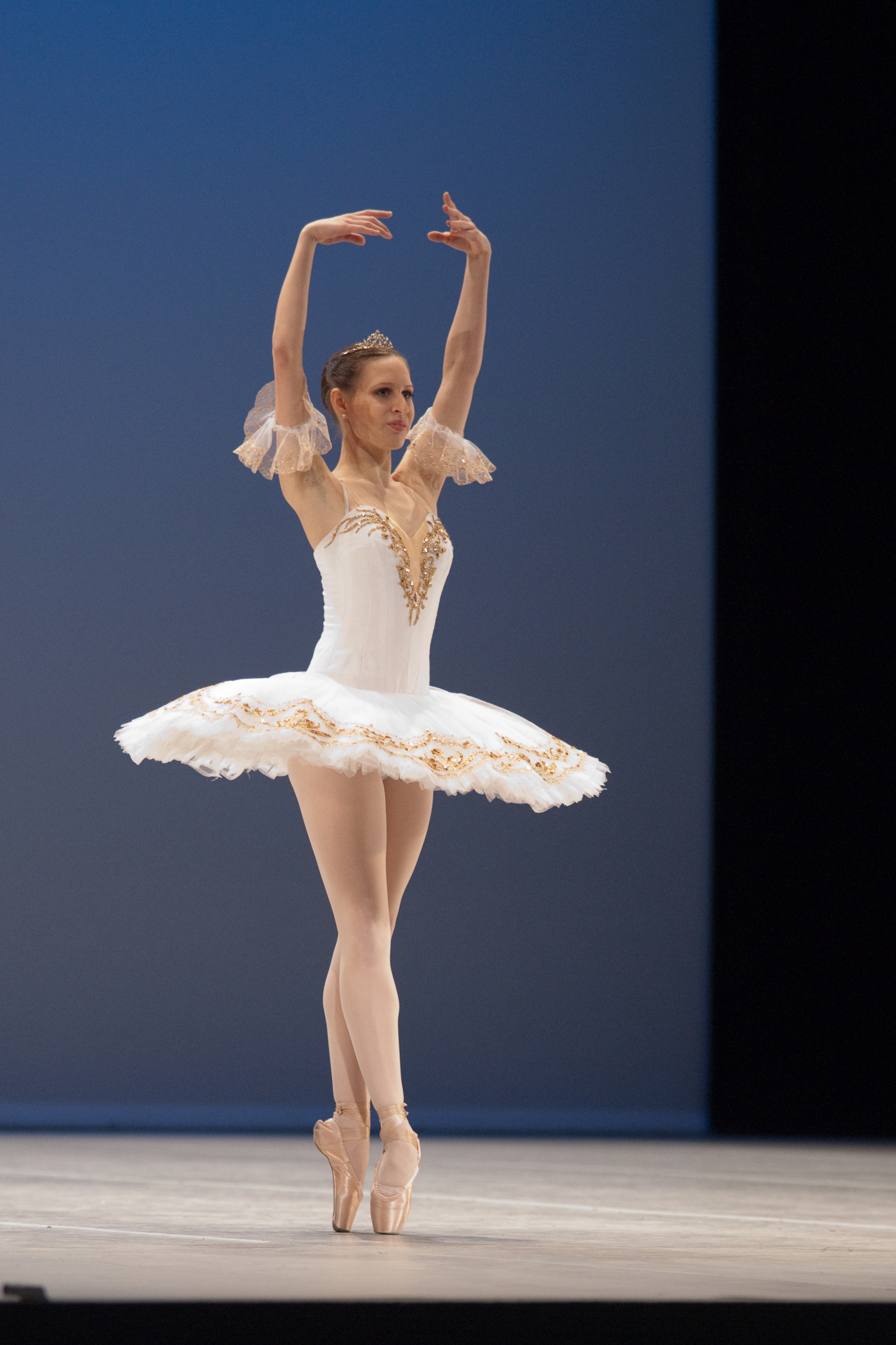
Korrekt kroppshållning och fotplacering är grundläggande aspekter av pointe-teknik, vilket illustreras av denna tåspetsdansare.

Tåspetsdans eller pointe-teknik är en teknik med ursprung i klassisk balettdans där en dansare - oftast kvinnlig - stödjer all kroppsvikt på tåspetsarna med hjälp av tåspetsskor. Inom balettens terminologi sägs man då dansa en pointe (efter franskans "att peka"), och en helt utsträckt vertikal fot sägs vara en pointe när den rör vid golvet, även när man inte stöder på den.
Tåspetstekniken utvecklades på 1800-talet genom den romantiska balettens önskan att få kvinnliga dansare att framstå som viktlösa och älvliknande. Även om både män och kvinnor kan dansa på tå så utförs det av tradition oftast av kvinnor.
Tåspetsdans är väldigt krävande, både fysiskt och mentalt. Omfattande träning krävs för att utveckla styrkan och tekniken som behövs för tåspetsdans. Att ha på sig tåskor är bara en liten del av tekniken.
Notera att om man dansar i tåskor så kallas det idag tåspetsdans oavsett om man dansar klassisk balett eller någon annan dansstil, och oavsett hur stor eller liten del av koreografin som faktiskt är en pointe. Denna artikel fokuserar dock på tåspetsdans inom klassisk balett.

## Historia
Den romantiska baletten utvecklades under slutet av 1700-talet, och med den kom idealet med mer graciösa till synes tyngdlösa dansare, till skillnad från föregångarnas mer robusta baletter med männen i centrum och fokus på pråliga kläder och dramaturgi. Med detta ändrades också modet, från tjockare tyger till tyll och från klackskor till platta, mjuka skor, vilket underlättade en mer graciös dansstil med större rörlighet och lätthet. I syfte att få svävande dansare utvecklades 1795 en "flygmaskin", som med hjälp av linor höll upp dansarna så att de faktiskt flög över scenen, vilket imponerade både publiken och samtida balettkoreografer. Detta gav inspiration till att uppnå en svävande effekt utan linor, genom att istället dansa på tå.
Till en början var tåspetsdans en slags karaktärsdans, för att särskilja till exempel sagoväsen från vanliga människor. Den första dansösen att dansa en hel föreställning med tåspetsdans var troligen den svensk-italienska ballerinan Marie Taglioni. Detta var 1832 i hennes fars balett, Sylfiden, där huvudpersonen är en slags svävande älva (sylfid). Taglionis tåspetsdans var inte bara ett imponerande trick, utan förmedlade också den sagolika känslan till karaktären. De skor som användes i Sylfiden var samtidens  vanliga mjuka dansskor, där Taglioni sytt in viss förstärkning vid tån. De var utan egentligt stöd och mycket spetsigare än dagens skor och de var därför svåra att balansera på. Dansstegen de kunde göra på tå var därför begränsade och krävde stor styrka, och till exempel piruetter var inte möjliga. Under senare delen av 1800-talet blev tåspetsdansen mer generell - det var inte längre bara älvorna som dansade på tå - och det blev alltmer fokus på imponerande danssteg, vilket krävde hårdare och stabilare tåskor. I takt med att det blev mer fokus på fotarbetet blev kjolarna kortare, och den karaktäristiska utåtstående tyllkjolen utvecklades för att kunna visualisera dansen bättre. Mer stabilare tåskor, med hårdare tåbox och en förstärkt sula, utvecklades under tidigt 1900-tal av den ryska ballerinan Anna Pavlova. Dagens tåspetsskor har en större och platt tåyta, de är stabilare och bredare än Pavlovas, och främjar i första hand balans snarare än ger illusion av tyngdlöshet. Mycket av dagens tåspetsteknik härstammar dock i grunden från Pavlovas tid.

## Exempel på tåspetsdans
Med hjälp av tåskor kan tåspetsdansen inkludera danssteg där man balanserar (ex. arabesque), snurrar runt (piruette) eller till och med hoppar (sauté eller ballonné) på tåspetsarna. Tåskornas avlastande förmåga är grundläggande för att åstadkomma detta: de ser till att tårna hålls på plats utan att böjas inne i skon och den platta ståytan ger bättre balans. Att ta sig upp från platt stående till tå kallas relevé. I bourrée tar man många små snabba steg på tå, ofta för att förflytta sig sidledes.
Se även Lista över balettermer.

## Teknik
En korrekt tåspetsteknik omfattar likt den klassiska baletten både rent tekniska och konstnärliga aspekter, med målet att få en dansstil som ser fjäderlätt och eterisk ut. Tåspetsdansen utgår från den klassiska balettekniken, såsom utåtvridning av höfterna och rak hållning, och innehåller samma danssteg som dans på demi-pointe ("halvtå") men med några extra/avvikande detaljer. Framför allt handlar tåspetstekniken om kroppshållning, fotriktning och det sätt på vilket dansaren tar sig upp på tå:
- Fotriktning:

När man har korrekt teknik placeras dansarens en pointe-fot så att vristen är helt sträckt utan att vinklas, med tårna vinkelräta mot golvet, så att tåspetsskons plattform (ståytan) är fullt i kontakt med golvet. Utan tåskor (i demi-pointe) är det istället främre trampdynan som är platt mot golvet.
- Kroppshållning:

Likt all balett behöver man förutom korrekt utåtvridning en viss kroppsinriktning, genom att visualisera en rak linje som sträcker sig från mitten av höften ut genom tårna. När en dansare en pointe ses från sidan går linjen från höften genom knä-, fotleds- och mellantåleden. I demi-pointe går linjen endast till vristen eller möjligen trampdynan. Hållningen i överkroppen är dock densamma oavsett om man dansar på tå eller inte.
- Övergång till en pointe:

Den viktigaste tekniken vid tåspetsdans är hur man "tar sig upp" till en pointe. En dansare kan övergå till en pointe med någon av följande metoder: relevé, sauté eller piqué. I relevé -metoden "rullar man upp" på tå genom att mjukt pressa fotvalvet utåt tills foten når en fullt lodrät position, med tåboxen helt i kontakt med golvet. Detta är den vanligaste metoden och kan göras antingen gradvis eller snabbt, på ena foten eller båda fötterna. I sautémetoden hoppar dansaren upp och landar med båda fötterna en pointe, med en tid däremellan när dansaren är helt luftburen. För att övergå till en pointe via piqué tar man ett steg direkt ut på en helt utsträckt fot, samtidigt som kroppsvikten förflyttas från den andra foten (som ofta därefter lyfts från golvet).

## Män och tåspetsdans
Det är av historiska skäl framför allt kvinnliga dansare som dansar på tå, eftersom tekniken utvecklades för kvinnliga dansroller. De manliga tåspetsrollerna som utvecklades under 1900-talet har främst varit i komiska syften, såsom när män spelar de klumpiga styvsystrarna i Askungen eller åsnan Bottom i The Dream.
Senare tidens normkritik har dock börjat öppna upp för manlig tåspetsdans, och modernare uppsättningar kan ha manliga roller en pointe, till exempel råttorna i svenska Kungliga balettens uppsättning av Nötknäpparen ("Petter och Lottas jul"). Manliga dansare kan också dansa på tå som en träningsform, för att stärka fötterna och förbättra sin teknik. Det ryska märket Siberian Swan var 2019 först med en specifik tåskomodell för män.
Det finns även ett drag-kompani kallat Les Ballets Trockadero de Monte Carlo, med enbart manliga medlemmar som framför allt dansar kvinnliga roller. De blandar både komik och imponerande tåspetsdans.

## Träning

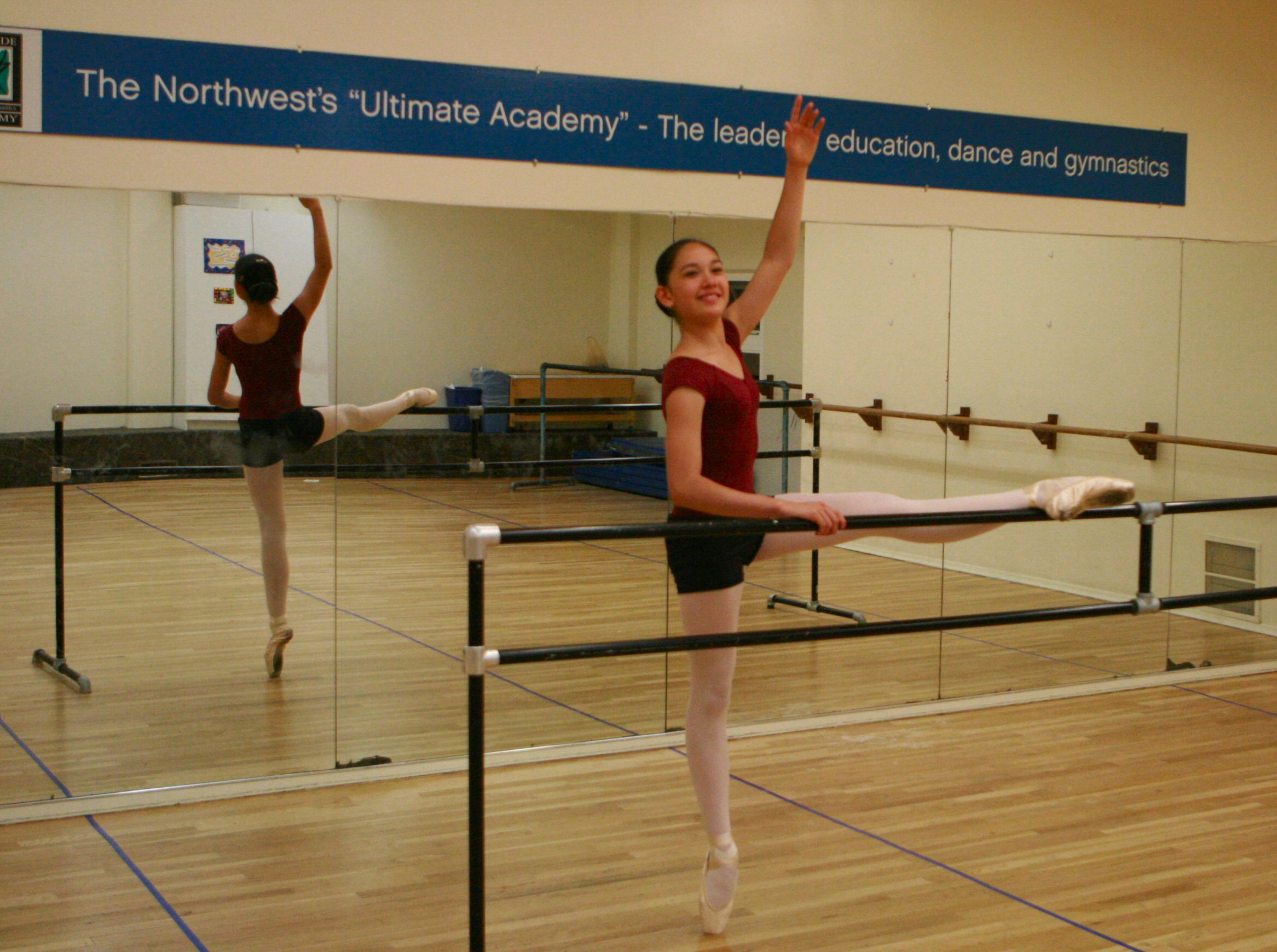
Balettdansare som övar tåspets vid en balettstång. Att hon är nybörjare syns bland annat på att en pointe- foten och tåboxen inte är helt vinkelräta mot golvet.

Man ska inte börja dansa tåspetsdans utan att erfarna lärare gett klartecken. De behöver ta hänsyn till faktorer som ålder, erfarenhet, styrka och kroppshållning för att avgöra om en dansare är redo att börja dansa på tå.
Balettelever är i allmänhet redo att börja tåspetsdans efter att ha uppnått kompetens i grundläggande baletteknik och ha dansat i ett antal år. Innan man börjar öva tåspets måste till exempel en dansare kunna bibehålla utåtvridningen, ha en korrekt hållning med rak rygg och balansera stabilt i en relevé som är vinkelrät mot golvet.
Även om det inte finns någon viss åldersgräns börjar många balettelever inte dansa en pointe tidigare än cirka 12–14 års ålder eftersom skelettet i fötterna ofta är för mjukt innan dess. Att börja dansa på tå för tidigt kan ge allvarliga och permanenta fotskador. Även om vissa elever börjar med tåspetsdans vid tio eller elva års ålder, bör detta endast praktiseras av mycket duktiga och erfarna elever, under vägledning av erfarna lärare.
En annan avgörande faktor är styrka i ben, fötter, vrister och även bål. Utan rätt styrka är risken för skador större och man kommer inte heller orka stå på tå en hel koreografi. Stark core-styrka hjälper dansaren behålla sin centrumbalans och hindrar att "rulla över fötterna" (dvs vinkla dem i sidled) när man dansar en pointe. Det är också viktigt att vara mentalt stark - man behöver uthållighet, tålamod och en viss smärttolerans, för att inte tala om mognaden som krävs för att ordentligt ta hand om sig själv och sina skor.
Förberedande tåspetsklasser börjar med övningar vid stången för att utveckla styrkan i vrister, fötter, ben och core, ofta kallat pre-pointe-klasser. Även rena styrkeövningar brukar ingå, för att stärka vrister och tår. Pre-pointeklasser görs i mjuka dansskor, men för att få rätt känsla kan man sy på sidenband likt de som tåskor har. De första övningarna vid stången brukar vara att gå upp på tå med båda fötterna, såsom relevé och échappé. När eleven är bekväm med att utföra dessa steg på båda fötterna och är tillräckligt stark, introduceras steg där man står på endast en fot, såsom pas de bourrée och retiré.
Dansare tar vanligtvis pre-pointe-lektioner i minst ett år innan de tillåts få tåskor.

## Hälsorisker och skadeförebyggande
Tåspetsdans kan potentiellt orsaka skador om dansaren inte har rätt teknik, rätt tåspetsskor, effektiv dämpning m.m. Därför är det nödvändigt att man får god förebyggande vägledning av kunniga lärare när man lär sig dansa en pointe. Det är ett faktum att det är onaturligt, smärtsamt och potentiellt skadligt att dansa på tårna. Andra aktiviteter för den mänskliga foten, som att gå, springa och hoppa, har varit en del av den evolutionära utvecklingen  - dansa på tå är inte det. Vidare behöver tårna böjas inåt för att anpassa sig till tåboxens avsmalnande form. Trycket från kroppsvikten på tårna i denna felinriktade position kan, tillsammans med andra faktorer, bidra till utvecklingen av s.k. "bunions" (hallux valgus).
Vanliga skador:
- Missbildningar som bunion och hammartår
- Inflammationer som bursit och sesamoidit
- Dansarhäl (plantarfasciit), en åtstramning av vristsenan som orsakar obehag i vristen och hälen
- Stukad vrist
- Stressfrakturer
- Akillestendinit

Förebyggande:
Den viktigaste åtgärden mot skador är att för varje steg följa vägledningen av en utbildad lärare. Det är också viktigt att ha en korrekt modell av tåsko, anpassad efter fötternas form och styrka.
Felvinklade tår kan förhindras med tåspridare. För att undvika skador på nageln och på intilliggande tår behöver tånaglarna hållas klippta. Det rekommenderas också starkt att ha vaddering runt tårna för stötdämpning och minskad risk för skoskav och blåmärken.
Hur man förbereder sina fötter och tår med tejp, tåskydd och stöd varierar från person till person, baserat på fysiska behov och personlig preferens.